# Molly Scott Cato
Molly Scott Cato, née le 21 mai 1963 à Stroud dans le Gloucestershire en Angleterre, est une femme politique britannique, membre du Parti vert de l'Angleterre et du pays de Galles. Elle est députée européenne de 2014 à 2020.

## Biographie
Lors des élections européennes de 2014, elle est élue au Parlement européen, où elle siège au sein du groupe des Verts/Alliance libre européenne. Elle est réélue en 2019.
Elle est membre de la Société religieuse des Amis (quakers).

## Résultats électoraux
Élections générales britanniques de 2019 — Stroud
| Parti politique         | Parti politique         | Nom                     | Voix   | %       | ±%   | Maj.  |
| ----------------------- | ----------------------- | ----------------------- | ------ | ------- | ---- | ----- |
|                         | Conservateur            | Siobhan Baillie         | 31 582 | 47,9 %  | 2    | 3 840 |
|                         | Travailliste            | David Drew (sortant)    | 27 742 | 42,08 % | −4,9 |       |
|                         | Vert                    | Molly Scott Cato        | 4 954  | 7,51 %  | 5,3  |       |
|                         | Brexit                  | Desi Latimer            | 1 085  | 1,65 %  | 1,6  |       |
|                         | Libertarien (en)        | Gleville Gogerly        | 567    | 0,86 %  | 0,9  |       |
| Total des votes valides | Total des votes valides | Total des votes valides | 65 930 | 100 %   |      |       |
| Électeurs inscrits      | Électeurs inscrits      | Électeurs inscrits      | 84 536 |         |      |       |